# Comté de Lampasas
Pour la ville, voir Lampasas.
Le comté de Lampasas, en anglais : Lampasas County, est un comté situé au centre de l'État du Texas, sur le plateau d'Edwards, aux États-Unis. Fondé le 1er février 1856, son siège de comté est la ville de Lampasas. Selon le recensement de 2020, sa population est de 21 627 habitants. Le comté a une superficie de 1 849 km2, dont 1 846 km2 en surfaces terrestres. Il est nommé en référence à une rivière du Texas.

## Organisation du comté
Il est fondé le 1er février 1856, à partir des terres rattachées au comté de Coryell. Son organisation est finalisée le 10 mars 1856.
Le comté est baptisé en référence à la rivière Lampasas (en) qui le traverse,, du nord au sud.

## Comtés adjacents
| Comté de Mills    | Comté de Hamilton | Comté de Coryell |
| Comté de San Saba | comté de Lampasas |                  |
|                   | Comté de Burnet   | Comté de Bell    |

## Géographie - Climat

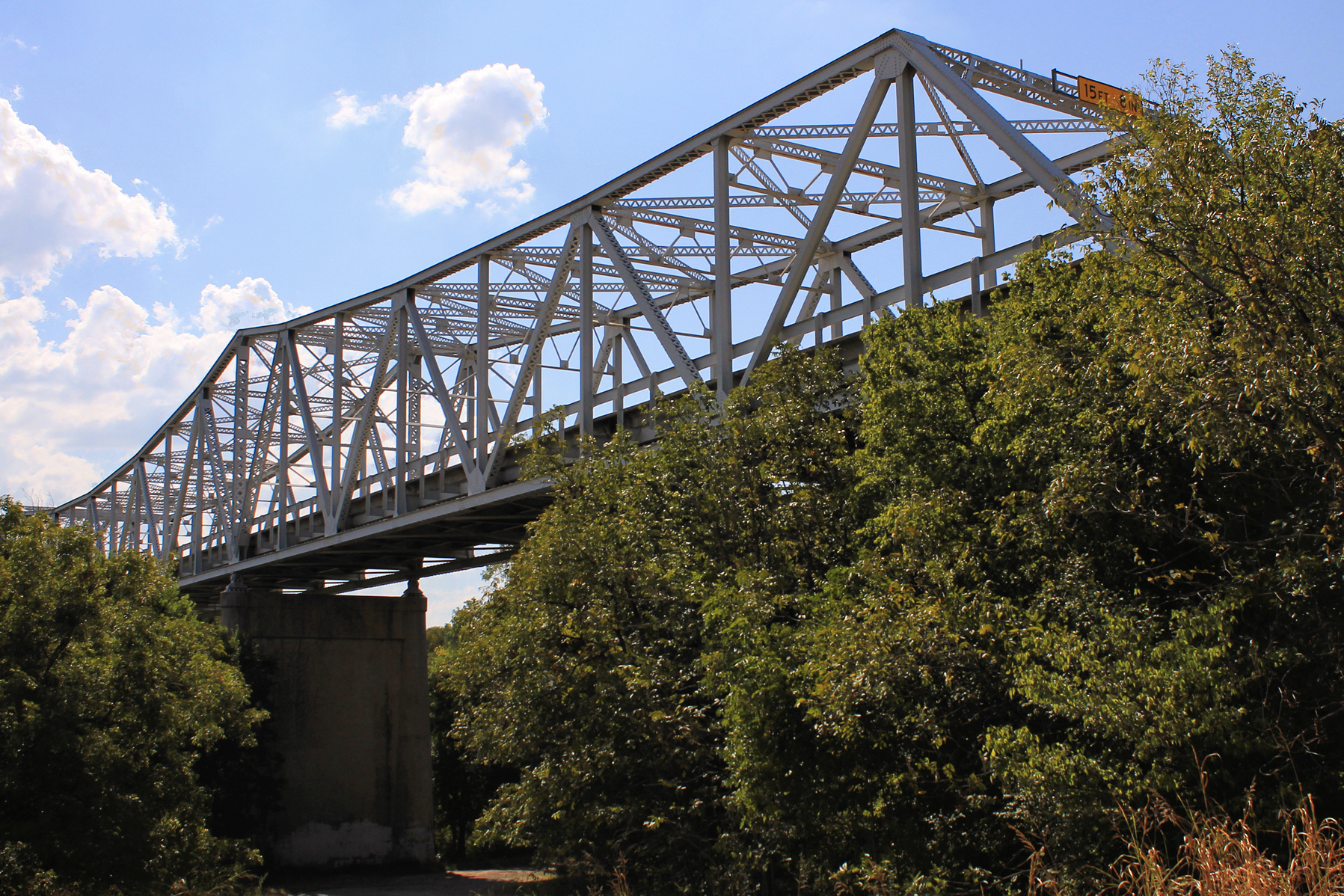
Le pont de la route US 190 sur le fleuve Colorado.

Le comté est situé au centre du Texas, sur le plateau d'Edwards, dans la région des Grandes Prairies, aux États-Unis,. Le nord-ouest du comté est situé dans la région des Cross Timbers. 
Il est drainé du nord au sud, dans sa partie est , par la rivière Lampasas (en) et est traversé au centre, d'ouest en est par la rivière Guadalupe. Le fleuve Colorado borde le comté à l'ouest, formant sa frontière avec le comté de San Saba.
Il a une superficie totale de 1 849 km2, composée de 1 846 km2 de terres et de 2,83 km2 de zones aquatiques.
Les précipitations annuelles moyennes sont de 760 mm.

## Démographie
Lors du recensement de 2010, le comté comptait une population de 19 677 habitants. Elle est estimée, en 2017, à 21 027 habitants,.

Pyramide des âges du comté de Lampasas (2000).